# Cañaveral de León
Cañaveral de León ist ein Ort in der Provinz Huelva in Andalusien (Spanien). 2024 hatte die Gemeinde 381 Einwohner. Die Fläche beträgt 35 km². Das Dorf befindet sich im Norden der Provinz, in den Bergen der Sierra Morena, nahe dem Stausee von Aracena. Die Provinzhauptstadt Huelva ist circa 134 km entfernt.

## Stelenfunde
Während im Jahr 2018 die Stadtstraße Las Capellanías repariert wurde, entdeckte ein Bauarbeiter eine prähistorische Stele. Es handelte sich um die erste reich verzierte und hervorragend erhaltene Skulptur aus der Bronzezeit in der Provinz Huelva. 2022 wurde eine Ausgrabung der Umgebung der Stele gemacht. Die zweite und dritte Stele wurden in einem Gräberfeld entdeckt, dessen Chronologie die Kupfer-, Bronze- und Eisenzeit abdecken könnte. Die Funde sind von Bedeutung, da sie die einzigen „Diademstelen“ der 298 in Europa erhaltenen Stelen sind, die das Ergebnis einer Ausgrabung waren und im selben Kontext gefunden wurden. Von den drei Stelen gelten die erste und letzte als Diadem-Stelen und die 2022 gefundene, ist eine Kriegerstele.